# Entoloma aprile
Espèce
Synonymes
- Agaricus aprilis Britzelm.[2]
- Entoloma clypeatum var. aprile (Britzelm.) Krieglst.[2]
- Rhodophyllus aprilis (Britzelm.) Romagn.[2]

Entoloma aprile est une espèce de champignons basidiomycètes de la famille des Entolomataceae.